# Dragutin Šurbek

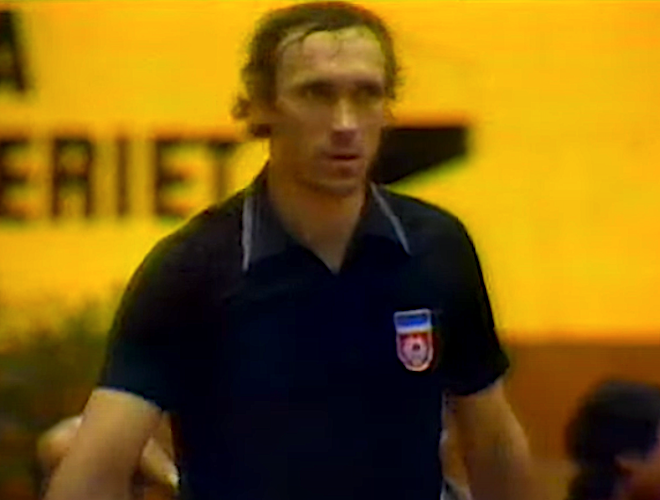
Dragutin Šurbek in 1981

Dragutin Šurbek (Zagreb, 8 augustus 1946 – aldaar, 15 juli 2018) was een Kroatisch tafeltennisser. Onder de vlag van Joegoslavië werd hij wereldkampioen dubbelspel 1979 en 1983, won hij in 1976 en 1979 de Europa Top-12 en in 1968 het Europees kampioenschap enkelspel.

## Sportieve loopbaan
Šurbek strandde in 1971 en 1972 al tweemaal in de halve finale van de Europa Top-12 toen hij in 1973 voor het eerst de eindstrijd mocht spelen. Regerend Europees en wereldkampioen Stellan Bengtsson versperde hem op dat moment nog de weg naar goud. Šurbek moest drie jaar wachten op een herkansing, maar won vervolgens het toernooi tegen titelverdediger Kjell Johansson. Zelf kon hij een jaar later zijn titel eveneens niet prolongeren in een finale tegen Milan Orlowski. Toch pakte hij in 1979 alsnog een tweede Top-12 titel door dat jaar Desmond Douglas te verslaan in de eindstrijd.
Šurbek nam namens Joegoslavië deel aan acht WK's, tien EK's (plus één namens Kroatië), dertien Top-12 toernooien en de Olympische Zomerspelen 1992. Hij speelde in clubverband onder meer voor het Duitse ATSV Saarbrücken, waarmee hij in 1982 de ETTU Cup won. Na zijn sportcarrière opende hij een restaurant in Zagreb. Hij werd 71 jaar oud.

## Erelijst
Belangrijkste resultaten:
- Wereldkampioen dubbelspel 1979 (met Anton Stipančić) en 1983 met (Zoran Kalinić)
- Zilver in zowel het dubbelspel (met Anton Stipančić) als met de Joegoslavische landenploeg tijdens het WK 1975
- Brons op het WK enkelspel 1971, 1973 en 1981
- Winnaar Europa Top-12 in 1976 en 1979
- Europees kampioen enkelspel 1968
- Europees kampioen dubbelspel 1970 (met (Anton Stipančić) 1982 en 1984 (beide met Zoran Kalinić)
- Europees kampioen landenteams 1976 (met Joegoslavië)
- Winnaar Middellandse Zeespelen 1979
- Winnaar Balkan kampioenschappen 1964, 1967, 1968 en 1973
- Winnaar ETTU Cup 1982 (met ATSV Saarbrücken)

- Gemeinsame Normdatei: 1162901926
- Virtual International Authority File: 3652153239462929450002